# NGC 1439
NGC 1439 (również PGC 13738) – galaktyka eliptyczna (E1), znajdująca się w gwiazdozbiorze Erydanu. Została odkryta 9 grudnia 1784 roku przez Williama Herschela. Galaktyka ta należy do gromady w Erydanie.